# Infohaus Isarmündung

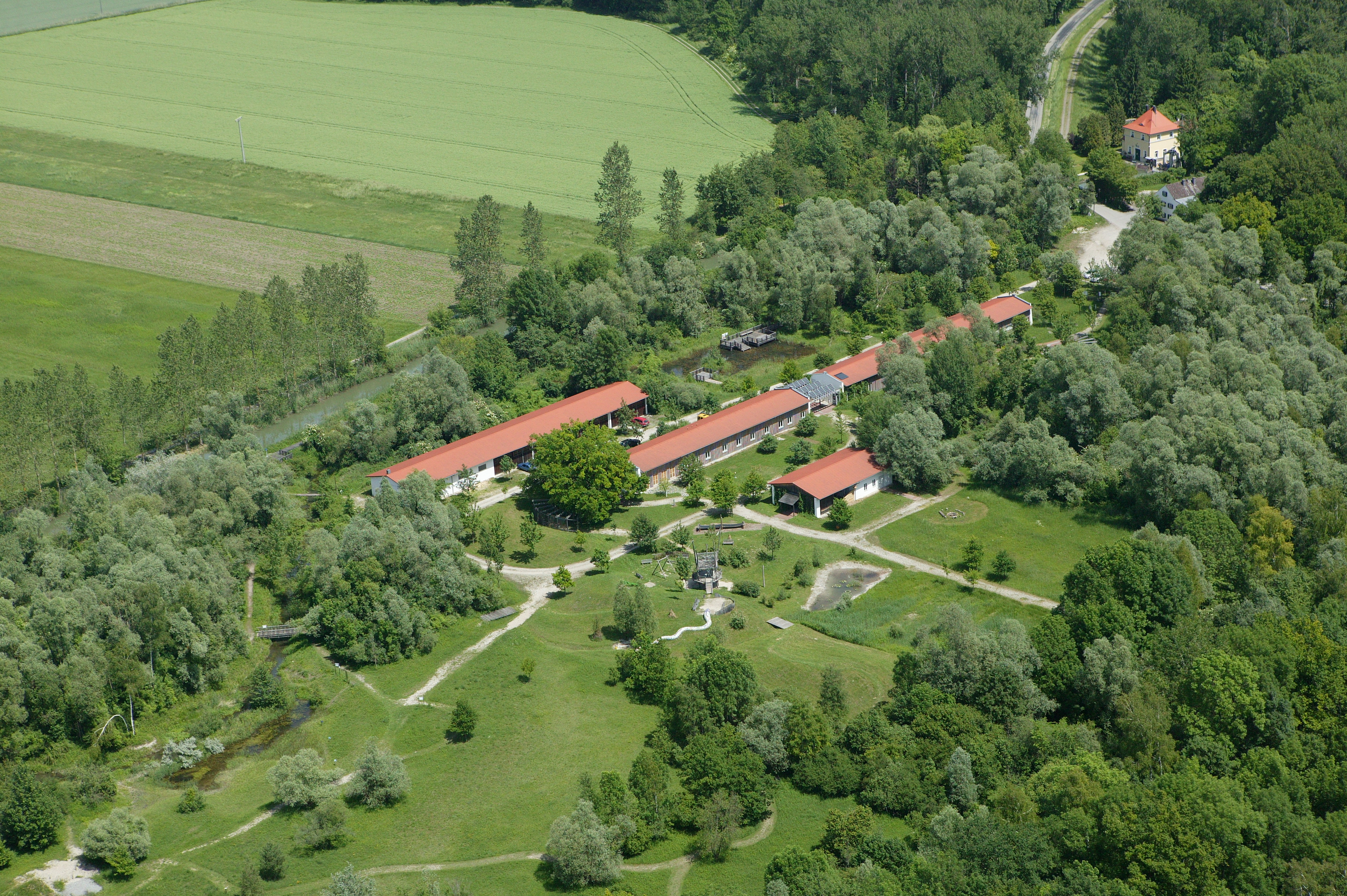
Luftaufnahme des Infohauses Isarmündung

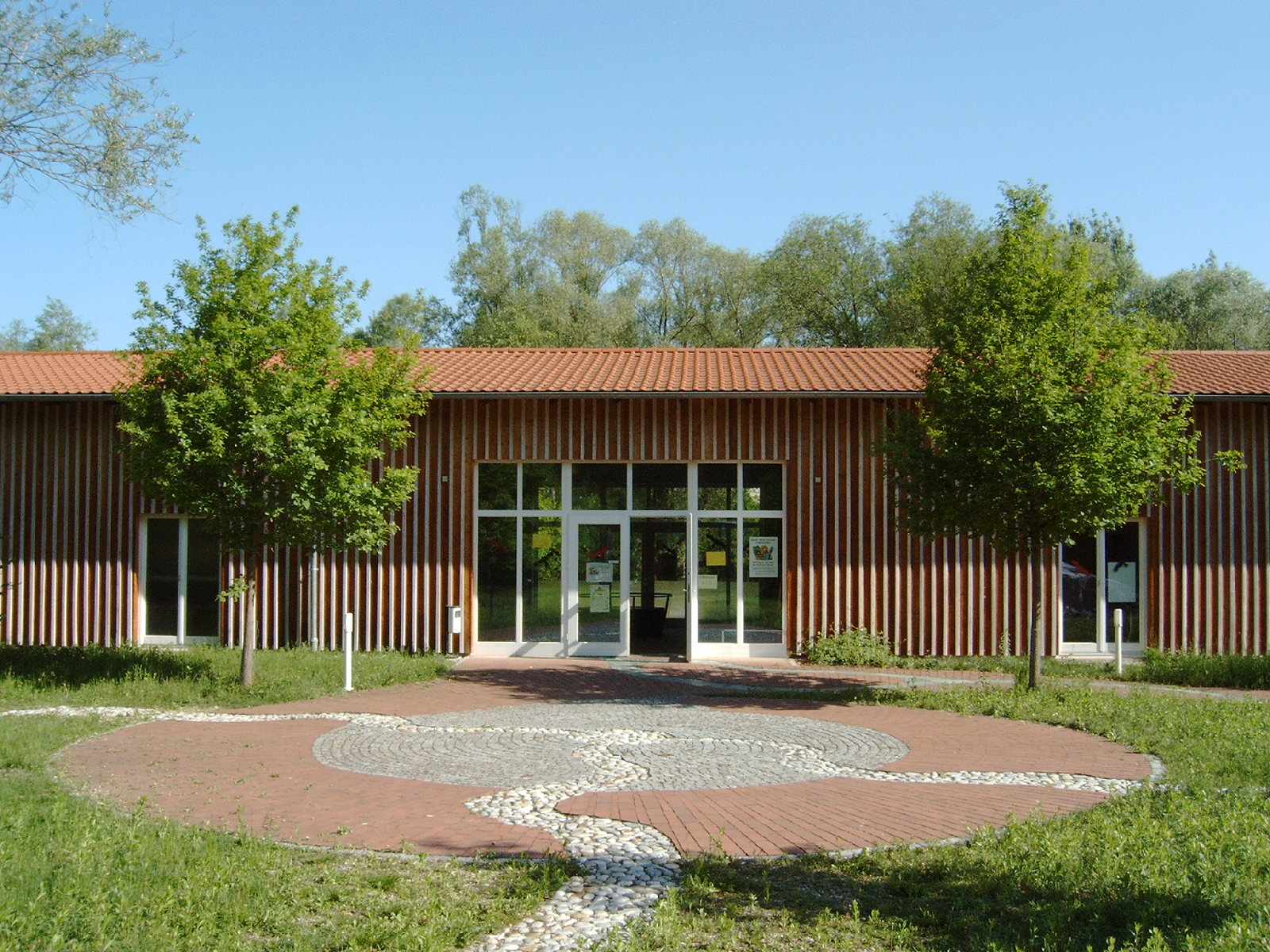
Eingangsbereich des Infohauses Isarmündung

Das Infohaus Isarmündung ist ein Ausstellungszentrum in der Gemeinde Moos, das über den Lebensraum der Auwälder der Isar informiert. Neben den ständigen Ausstellungen im Inneren des Gebäudes wurden die charakteristischen Merkmale des angrenzenden Naturschutzgebietes Isarmündung im Außengelände des Infohauses modelliert und für Besucher zugänglich gemacht.
Das Infohaus entstand Sommer 2001 im Rahmen des Bundesprojektes Isarmündung. Es beherbergt eine Dauerausstellung zum Lebensraum Isarmündung, welcher auf dem weitläufigen Außengelände bei einem Spaziergang an diversen Aktivstationen erlebt werden kann. Diese Einrichtung ist eine Zusammenarbeit des Landkreises Deggendorf, des Landesbund für Vogelschutz in Bayern,  der Imker und des Wasserwirtschaftsamtes unter der Trägerschaft des Landratsamtes Deggendorf.
Das Programm für Umweltbildung wird vom Landesbund für Vogelschutz betreut und wurde mit dem Qualitätssiegel Umweltbildung in Bayern ausgezeichnet.

## Ausstellungen
Im Inneren des Infohauses befinden sich auf circa 250 m² Ausstellungsfläche Exponate, die die Lebensräume des Isarmündungsgebietes und dessen Entstehung zeigen. Mittelpunkt dieser Ausstellung ist die Isar mit ihren Unterwasserlebensräumen, die Vogelwelt der Auenlandschaft und deren Wasserdynamik.

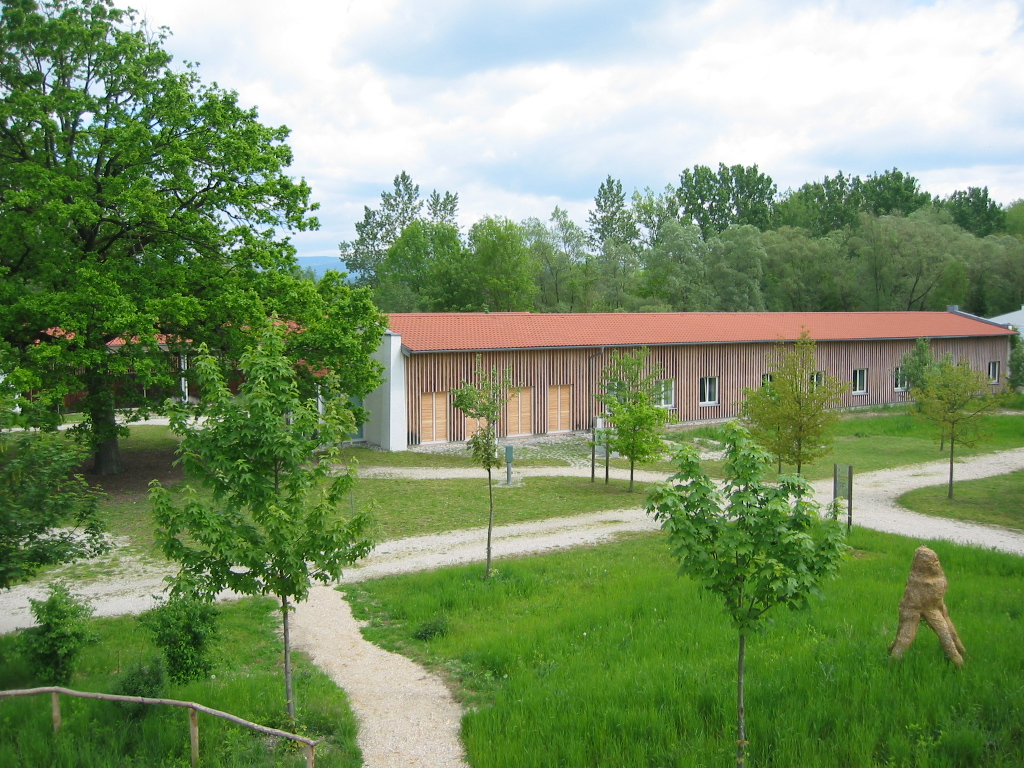
Außengelände des Infohauses Isarmündung

Auf circa 7,7 ha Freigelände werden die Lebensbereiche der Aue dargestellt. Der Besucher kann hier die im Kleinen nachgebildete, durch Auen- und Streuwiesen sowie Trockenrasen geprägte Kulturlandschaft und die darin lebenden Tiere und Pflanzen erleben. Vögel, Amphibien, Reptilien, Libellen, Fische, Heuschrecken unter anderem gibt es hier zu entdecken.
Die Ausstellung des Wasserwirtschaftsamtes Deggendorf „Kraft im Fluss“ befasst sich mit der Geschichte und der wasserbaulichen Dynamik der Isar.
Im „Haus der Bienen und Insekten“ kann sich der Besucher über das Leben der Bienen, Wespen und Hornissen informieren und ein Lehrbienenstand gewährt direkten Einblick in einen Bienenstock.